# Horváth Eve
Horváth Eve (eredeti név: Horváth Éva[forrás?]), (Nagykanizsa, 1984.  július 20.– )[forrás?]. Füst Milán-díjas[forrás?] és Zelk Zoltán-díjas[forrás?] költő, kritikus, műfordító.

## Élete és pályafutása
1984. július 20-án született Nagykanizsán[forrás?]. Gyermekkorát Nagykanizsán töltötte egyedülálló anyjával. 2003-ban érettségizett a Thúry György Kereskedelmi és Vendéglátó Szakközépiskolában[forrás?]. Rövid balatoni (Zamárdi) tartózkodás után Budapestre költözött, és ott vállalt vendéglátói munkát. Verseire már az általános iskolában felfigyeltek[forrás?], azonban fiatalkori éveiben az egzisztenciális útkeresés és szorongás határozta meg a napjait, albérletről albérletre vándorolva, miközben igyekezett beilleszkedni a fővárosi miliőbe. 17 éves korától kezdve 11 éven át űzte versenyszerűen a Breaktáncot, amellyel több országos verseny díjazottjai közé került a női táncosokból álló csapatával[forrás?], valamint a Fővárosi Nagycirkusz is foglalkoztatta egy turné erejéig[forrás?]. A heti húsz óra edzés mellett hat éven át dolgozott gyorsétteremben, mialatt menedzserré avanzsált, majd csalódva a multinacionális környezetben, valamint az élhetetlen honi körülményekben és regresszív mentalitásban, 2012-ben elhagyta Magyarországot, hogy szerencsét próbáljon külföldön[forrás?]. Élt Londonban[forrás?], Bécsben[forrás?] és az alpesi Vorarlbergben[forrás?], ahol a schettereggi sívidéken egy kis falu felett izoláltan tengődött és dolgozott egy Gasthausban. Mindeközben továbbra is foglalkoztatta az irodalom, sűrűn készített jegyzeteket.
2015-ben végleg hazaköltözött idősödő anyjáról gondot viselni, miközben beiratkozott az ELTE Bölcsészettudományi Karára magyar szakra[forrás?], kreatív írás specializációval. 2017-2020 között aktív tagja volt az egyetemközi Bolyai Önképző Műhelynek[forrás?], rendszeres résztvevője a Déri Balázs vezette Szerdai Szalon-felolvasásoknak az egyetemen[forrás?]. Szakdolgozata rövidített változatát publikálták az ELTE Ösvények tudományos nyelvészeti folyóiratában, amelynek címe: (Re)kategorizáció és poétikusság összefüggései a későmodern magyar költészetben.[forrás?]
2018-ban kezdett rendszeresen verseket és recenziókat publikálni különböző folyóiratokban[forrás?]: Jelenkor, Eső, Hévíz, Vár Ucca Műhely. Ezeket számos további követte, folyamatosan jelentek meg versei.[forrás?]
Az egyetemmel párhuzamosan fedezte fel a nyolcadik kerületi Mersz Klubot, amely főleg neoavantgárd és dadaista, kísérleti-underground műhelyként segítette kibontakoztatni tehetségét. Ott barátkozott össze a klub vezetőivel, Falcsik Mari költővel és Lantos László Tricepsszel, akik a Mersz Könyvek-sorozat 8. darabjaként kiadták első kötetét.[forrás?]
2019 óta Dunavecsén él.[forrás?] A Szépírók Társaságának tagja.[forrás?]

## Művei

### Önálló kötetek:
- Konzol: Versek.  Mersz Könyvek-sorozat,   (2019)
- privát idegenvezetés – versek. Kalligram (2022)
- Metasztázisok – versek. Kalligram (2024)

### Szerzői, szerkesztői közreműködések, antológiák:
- Olvassatok ELTE-seket!  ELTE Online irodalmi antológiája,   (2018)
- Egri Dorottya, Horváth Éva. Irodalmi kvízkönyv érettségizőknek. Inter-IKU (2019)
- Hegedűs Ákos/morpho. Harmadik rész. Citymen Kft. (2019)
- Bársony Márton.szerk.: Nádasdy Ádám szerk.: A bebábozódás után. Poket Publishing (2021)
- szerk.: Győri Hanna: Viszek egy szívet. Tilos az Á (2023)

## Díjak, elismerések
- Salvatore Quasimodo-emlékdíj, oklevél, 2023[forrás?]
- Füst Milán-díj, 2022[forrás?]
- Zelk Zoltán-díj, 2024[forrás?]